# Солоник Олександр Вікторович
Олександр Вікторович Солоник (рос. Александр Викторович Солоник;«Валерьянич», «Олександр Македонський», нар. 16 жовтня 1960, Курган, РРФСР, СРСР —†31 січня 1997 Афіни, Греція)  — російський кілер, на рахунку якого десятки вбивств, у тому числі кримінальних «авторитетів». Тричі втікав з-під варти. Став легендою злочинного світу і правоохоронних органів 1990-х років.

## Дитинство і юність
Народився в Кургані 16 жовтня 1960 року в родині працівника локомотивного депо і медпрацівниці.
Пройшов військову службу в Групі радянських військ у Німеччині танкістом (за іншими даними в спецназі), займався спортивною стрільбою і класичною боротьбою. Після демобілізації вступив до Горьківської вищої школи міліції (відділення ОБХСС), де провчився півроку і кинув. Пішов працювати могильником на кладовищі міста Кургану. Там і познайомився з «колегами» - майбутніми «авторитетами» курганського угруповання Андрієм Коліговим, Олегом Нелюбиним, Віталієм Ігнатовим і Павлом Зеленіним.

## Вбивства
У 1987 році Солоніка засудили до 8 років тюремного ув'язнення за зґвалтування. Після оголошення вироку він вдарив втративших пильність конвоїрів і втік. Через кілька місяців його знову заарештували в Тюмені, але, відсидівши у в'язниці близько двох років, 3 квітня 1990 року втік з ВТК-8 (місто Ульяновськ) через каналізаційну систему в'язниці. 3 червня 1990 року Солоник здійснив перше замовне вбивство - в Тюмені вбив лідера Ішимської ОЗУ Миколу Прічініча.
В кінці 1990 року Солоник за підробленим паспортом оселився в Орєхово-Зуєво, звідки щодня їздив в Москву, де став «штатним кілером» курганського злочинного угруповання. 11 квітня 1993 року біля дискотеки «У ЛІС`Са» з самозарядного карабіна Симонова вбив одного з лідерів бауманської ОЗУ, Валерія Яковича Длугача.

## Арешт і слідство
Солоник був затриманий 6 жовтня 1994 року в Петровсько-Розумовського ринку в Москві. Слухняно пройшовши в кімнату міліції разом з приятелем, Солоник раптово дістав автоматичний пістолет «Глок18» і розстріляв впритул трьох міліціонерів і одного приватного охоронця. Тікаючи, він намагався відстрілюватися від охоронців, але жодного разу не влучив, сам був поранений в нирку. У лікарні Солоник зізнався в деяких вбивствах. Потім він містився в «Матроській тиші», де не відчував себе в безпеці, з огляду на те, що, крім судового вироку, його смерті жадали працівники міліції за вбивства колег і представники злочинних угруповань за вбивства «авторитетів».
На слідстві в «Матроській Тиші» в 1994 році Солоник охоче брав на себе мало не всі гучні справи. Він зізнався в скоєнні близько 20 вбивств, а один з двох його адвокатів Олексій Завгородній пояснював це тим, що в той момент Солонік «був в дуже поганому стані, деморалізований, пригнічений і оперативники, в період початкової роботи з ним, зуміли йому втовкмачити абсурдну думку, що єдиним способом його захисту від обвинувачення у вбивстві кількох міліціонерів є взяти на себе нерозкриті гучні вбивства, постати в образі могильника кримінальних авторитетів і, мовляв, майбутній суд це повинен врахувати - чим більше на себе він візьме убитих кримінальних авторитетів, тим м'якше буде вирок суду », другий адвокат Валерій Каришев повідомляв, що в ході слідства він відмовився від своїх первинних свідчень. Всього у справі Солоніка було 30 кримінальних епізодів.
5 липня 1995 року Солоник втік з ізолятора, чого не вдавалося зробити нікому. У втечі вбивці допомагав один з наглядачів, сержант внутрішньої служби Сергій Меньшиков, який за офіційною версією був впроваджений у в'язницю на цю посаду якимось впливовим злочинним угрупованням і який згодом зник. За іншою версією, «Курганський» і «Оріхівська» підкупили охоронця, заплативши йому 500 тисяч доларів США. Меньшиков приніс Солонику альпіністське спорядження і пістолет. Сховавши під ковдрою манекен, вони піднялися на дах, де знаходилися прогулянкові двори, і спустилися на вулицю по мотузці. Сергій Меньшиков з відома Солоніка був убитий на початку листопада 1995 року передмісті Афін. Вбивць не знайшли.

## Втеча в Грецію і вбивство Солоніка
У серпні 1995 року Солоник з'явився в Афінах, два наступних роки переховувався за кордоном, а на початку 1997 року разом з відомою моделлю московського агентства RED STARS і фіналісткою конкурсу краси «Міс Росія-96» 22-річною Світланою Котовою осів в Греції під ім'ям Володимира Кесова. За однією з версій, російські та грецькі спецслужби в 1995 році знали про його прибуття, однак Греція ігнорувала прохання Росії встановити, хто ховається під прізвищем Кесова. Можливо, Солоніка завербувала контррозвідка Греції, оберігаючи його і від спецслужб, і від бандитів. Для них цей злочинець був джерелом оперативної інформації в середовищі російських злочинних угруповань, яких в Греції налічувалося безліч. Кілер збирався запросити до Греції своїх курганських друзів Колігова, Нелюбина і Ігнатова, але зустріч так і не відбулася. 
2 лютого 1997 року тіло задушеного Солоніка виявлено неподалік від Афін. Був також знайдений розчленований труп Світлани Котової, причому частини її тіла були складені в велику валізу і закопані в землю.
Слідство встановило, що Солоніка вбили Оріхівськи бандити Олексій Гусєв, Олександр Шарапов і Олександр Пустовалов за наказом Сергія Буторіна. Буторін був заарештований в Іспанії і 6 вересня 2011 року Московським міським судом засуджений до довічного ув'язнення. На відміну від Солоніка, який «брав на себе» всі гучні ліквідації, Пустовалов (який отримав 22 роки в'язниці) говорив оперативникам - «що доведете, те моє». Сищики, розповідаючи про Солоника, який прославився на всю країну вбивствами злодіїв і авторитетів, вважають, що він «навіть поруч з Пустоваловим не стояло». Спочатку Буторін планував усунути всю верхівку «курганських», що стали непотрібними після загибелі Сергія Тимофєєва, на чолі з Коліговим, Нелюбиним, Ігнатовим і Солоником. Однак в Греції вдалося виявити лише одного Солоніка. Він не знав, що його вілла була обладнана підслуховуючою апаратурою, яку встановила команда іншого кілера - Олексія Шерстобитова. Участь Солоніка була вирішена, коли той вимовив фатальні слова: «Їх треба валити», під «ними» малися на увазі Буторін і брати Андрій і Олег Пилєви, причому Солоник завів звичку тренуватися у стрільбі по фотографіях братів Пилєвих.
17 серпня 2005 року засуджені учасники вбивства, члени Оріхівської ОЗУ Андрій Гусєв, Андрій Філіппов і Олександр Пустовалов.
27 вересня 2006 за організацію трьох замовлених вбивств, в тому числі вбивство Олександра Солоніка і Світлани Котової, до 22 років позбавлення волі був засуджений один з лідерів горіхово-медведковского злочинного угруповання Андрій Пилєв.
5 липня 2017 року Суздальскому районі Володимирської області затримано Олександра Шарапова.